# Alexandre Keleti
 (mars 2018).
Alexandre Keleti (Alexandre Kelety) (né le 16 novembre 1893 à Budapest et mort le 29 août 1961 à Viroflay) est un sculpteur hongrois.

## Biographie
Il a été actif en tant qu'artiste, sculpteur, peintre et graveur, de 1918 jusqu'en 1940.
Keleti a épousé Hélène Grün, fille du peintre russe naturalisé français Maurice Grün.
A la fin de la Première Guerre mondiale, il émigre en France, où il devient élève du peintre et graveur hongrois Imre Karoly Simay à Toulouse. Il étudie ensuite à Paris. Dans ses travaux, il représente souvent des animaux ainsi que le thème de l'enfance. Il produit également des bustes et des statuettes en chryséléphantin représentant des danseuses et des figures mythologiques de style art déco. Ses matériaux préférés sont le bronze, l'ivoire, le marbre et la céramique.
Dans l'entre-deux-guerres, il expose à plusieurs reprises dans le cadre du Salon de la Société des artistes français à Paris. En 1927, il présente un buste en terre cuite. En 1928 et 1930, il présente des figurines de bronze et d'ivoire. Celles-ci sont fabriquées par l'Éditeur d’art Arthur Goldscheider. À l'Exposition internationale des Arts décoratifs et industriels modernes de 1925, ses travaux sont présentés à la fois sur le stand de Goldscheider ainsi que sur celui d'Edmond Etling. À l'exposition universelle de Paris en 1937, il présente des sculptures réalisées et adaptées par les fonderies Etling et Les Neveux de Jules Lehmann. Il y présente également des sculptures d'animaux fabriquées par M. Ollier.
Kéléty crée aussi des objets quotidiens dans le style art déco, tels que lampes électriques, cendriers et brûleurs à encens.
En 1939, Keleti publie des annonces pour des cours de dessin donnés au 20 de la rue Ernest Cresson à Paris,.

## Expositions
- 1925 : Exposition internationale des Arts décoratifs et industriels modernes.
- 1926 : Salon de la Société Nationale, hippopotames.
- 1927 : Salon des artistes décorateurs, Paris, Cerf.
- 1928 : Société des artistes français.
- 1930 : Société des artistes français.
- 1933 : Salon des Tuileries, Paris.

## Œuvres (sélection)
| - Buste d'homme - Cheval, 1925 - Parrots, 1930 - Une girafe assise - Génie à la lampe - Les trois enfants - Les Haleurs - Archer et ses deux lévriers - Lanceur de javelot - Pierrot et Pierrette | - Les Mouettes - Désobéissant - Panthère - Un homme assis tenant des nations unies arc - Nations unies, oiseau marin, les ailes déployées - Importante épreuve - Danseuse à la culotte bouffante - Danseuse à l'éventail - Oisillon |

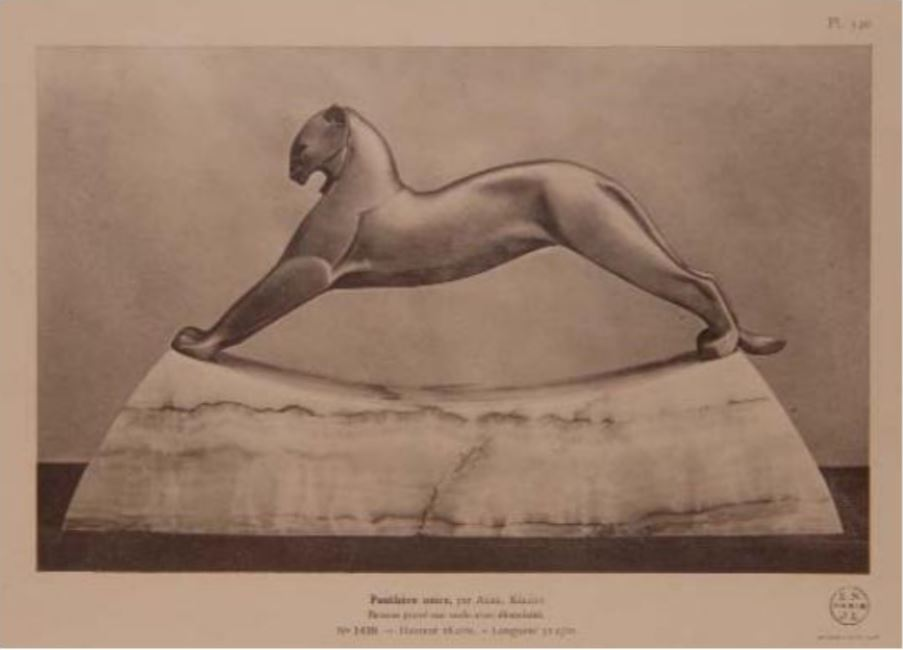
Panthère noire
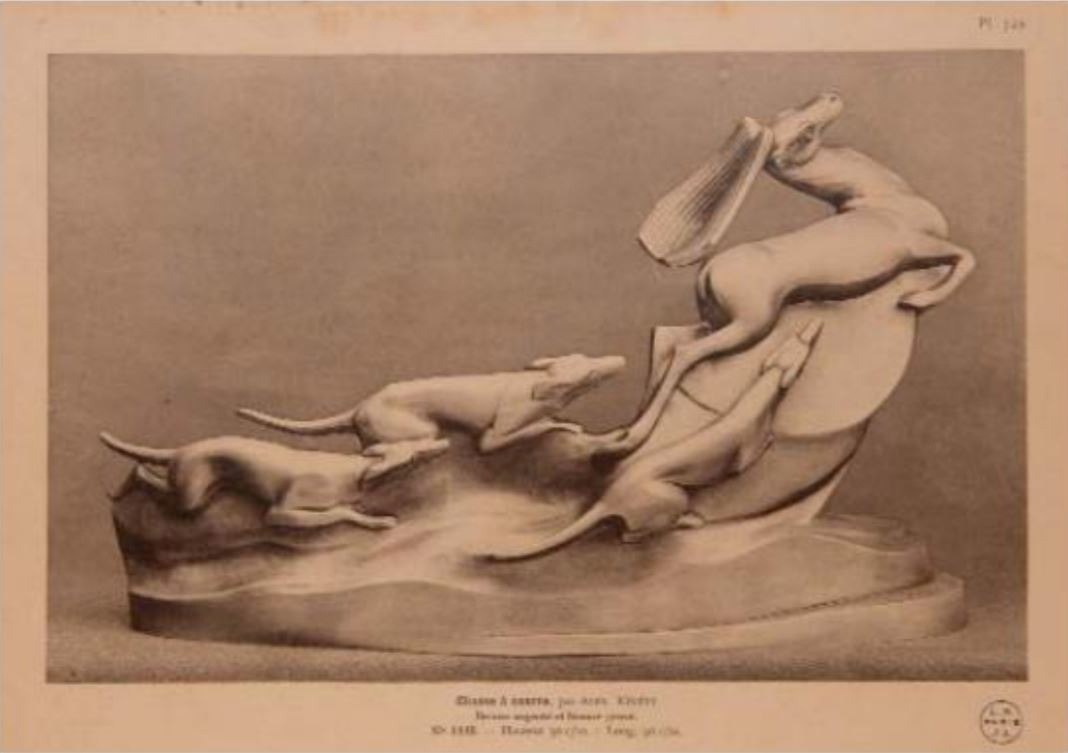
Chasse à courre
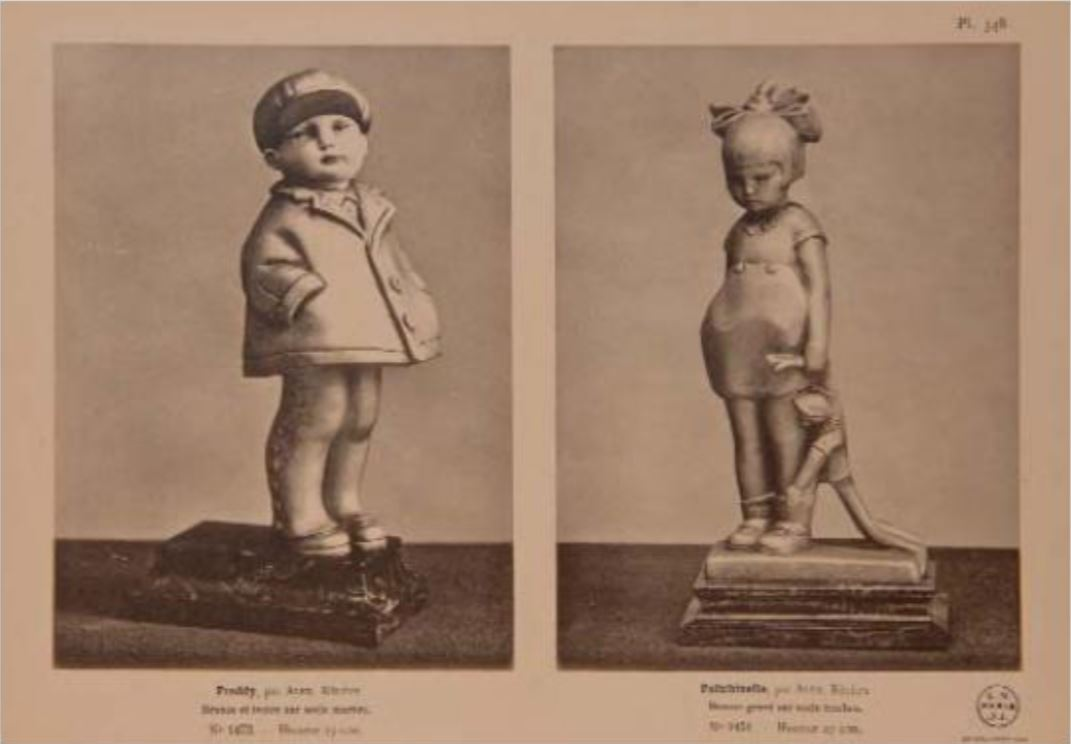
Freddy et Polichinella